# BASIC A+
Il BASIC A+ è una versione del linguaggio BASIC per gli home computer della famiglia Atari a 8 bit sviluppato dalla Optimized Systems Software di Cupertino in California.
Il BASIC A+ è una estensione del più semplice Atari BASIC basato su ROM ed è compatibile con esso. 
Presenta inoltre un numero maggiore di comandi ed una maggiore velocità nella esecuzione dei programmi.

## Dettagli
A differenza dell'Atari BASIC originale che era disponibile su una cartuccia ROM da 8 KB, il BASIC A+ era memorizzato su floppy disk ed occupava 15 KB della RAM del computer. Rimanevano in questo modo liberi 23 KB di memoria nell'Atari 800 da 48 KB. Oltre alla maggiore velocità di esecuzione dei programmi includeva una serie di comandi aggiuntivi per le operazioni DOS, per la gestione degli sprite e per il debugging dei programmi.
Il BASIC A+, offerto ad un prezzo di 80 Dollari nel 1983, comprendeva al suo interno anche i due prodotti OS/A+ e EASMD.